# Justin Champagnie
Justin John Champagnie (ur. 29 czerwca 2001 w Nowym Jorku) – amerykański koszykarz, występujący na pozycjach rzucającego obrońcy lub niskiego skrzydłowego, od 2024 zawodnik Washington Wizards oraz zespołu G-League Capital City Go-Go.
11 sierpnia 2023 dołączył do Miami Heat. 21 października 2023 opuścił klub. 22 lutego 2024 zawarł 10-dniową umowę z Washington Wizards. 3 marca 2024 podpisał kontrakt na występy zarówno w Wizards, jak i zespole G-League – Capital City Go-Go.

## Osiągnięcia
Stan na 14 marca 2024, na podstawie, o ile nie zaznaczono inaczej.
- MVP turnieju Fort Myers Tip-Off (2020)
- Zaliczony do:
  - I składu:
    - konferencji ACC (2021)
    - All-ACC Academic (2020)
    - turnieju Fort Myers Tip-Off (2020)

  - składu honorable mention All-American (2021 przez Associated Press)
- Lider ACC w średniej zbiórek (11,1 – 2021)[7]
- Zawodnik tygodnia ACC (14.12.2020, 18.01.2021, 25.01.2021
- Najlepszy pierwszoroczny zawodnik tygodnia ACC (27.01.2020, 10.02.2020)